# MAZ-543

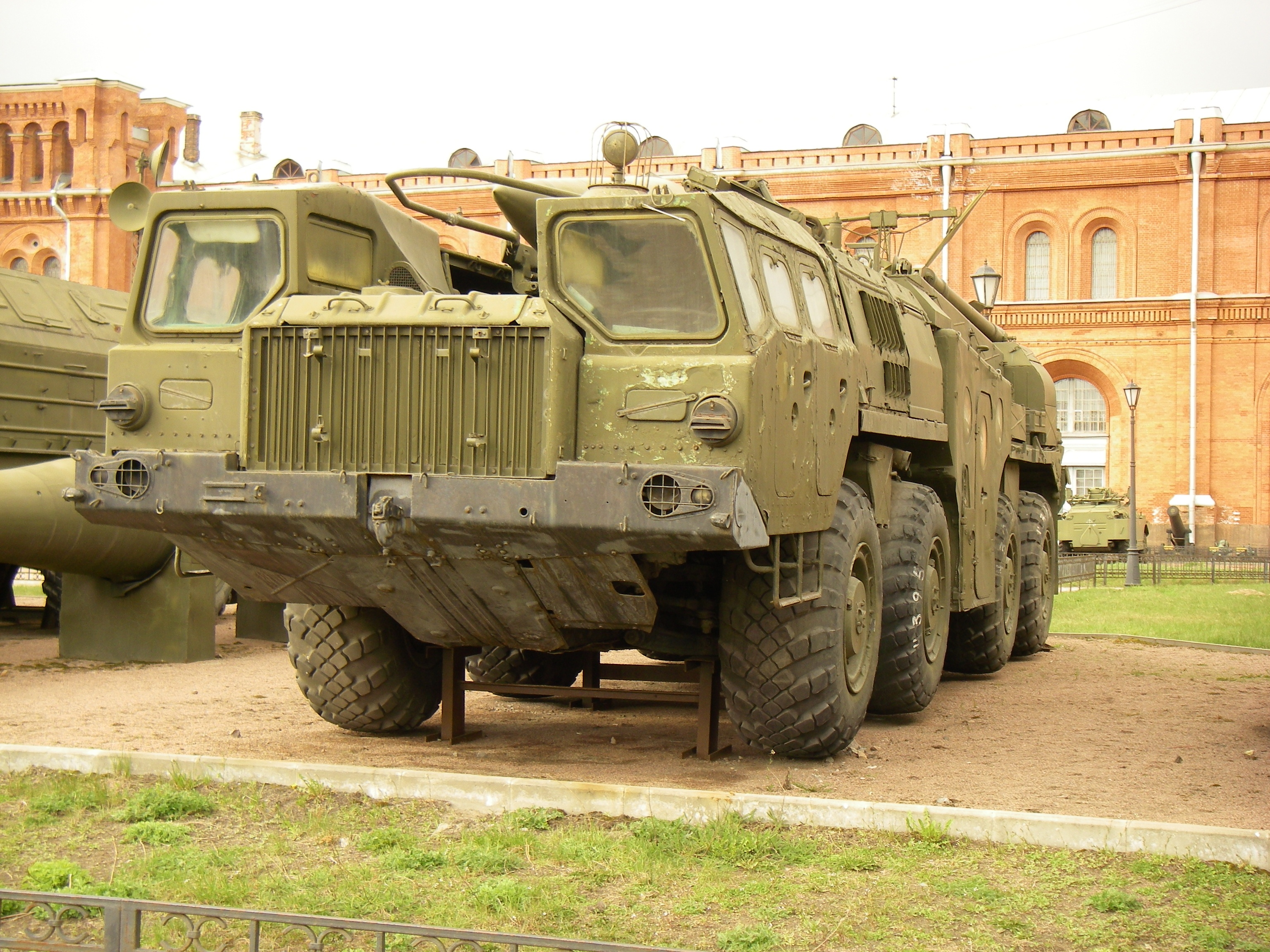
Un MAZ-543

Il MAZ-543, evolutosi in seguito nel MAZ-7310, è un autocarro pesante sovietico con trazione 8x8 e un motore da circa 500hp, prodotto dalla MAZ. 
Progettato all'inizio degli anni sessanta venne ufficialmente presentato nel 1965 durante una parata militare.
Ampiamente usato per il trasporto di armi come lo SCUD SS-1 e addirittura l'SS-12 Scaleboard da 8,8t. Esso ha una configurazione molto caratteristica, con una cabina ai lati del motore da 525 hp